# 狩野内膳

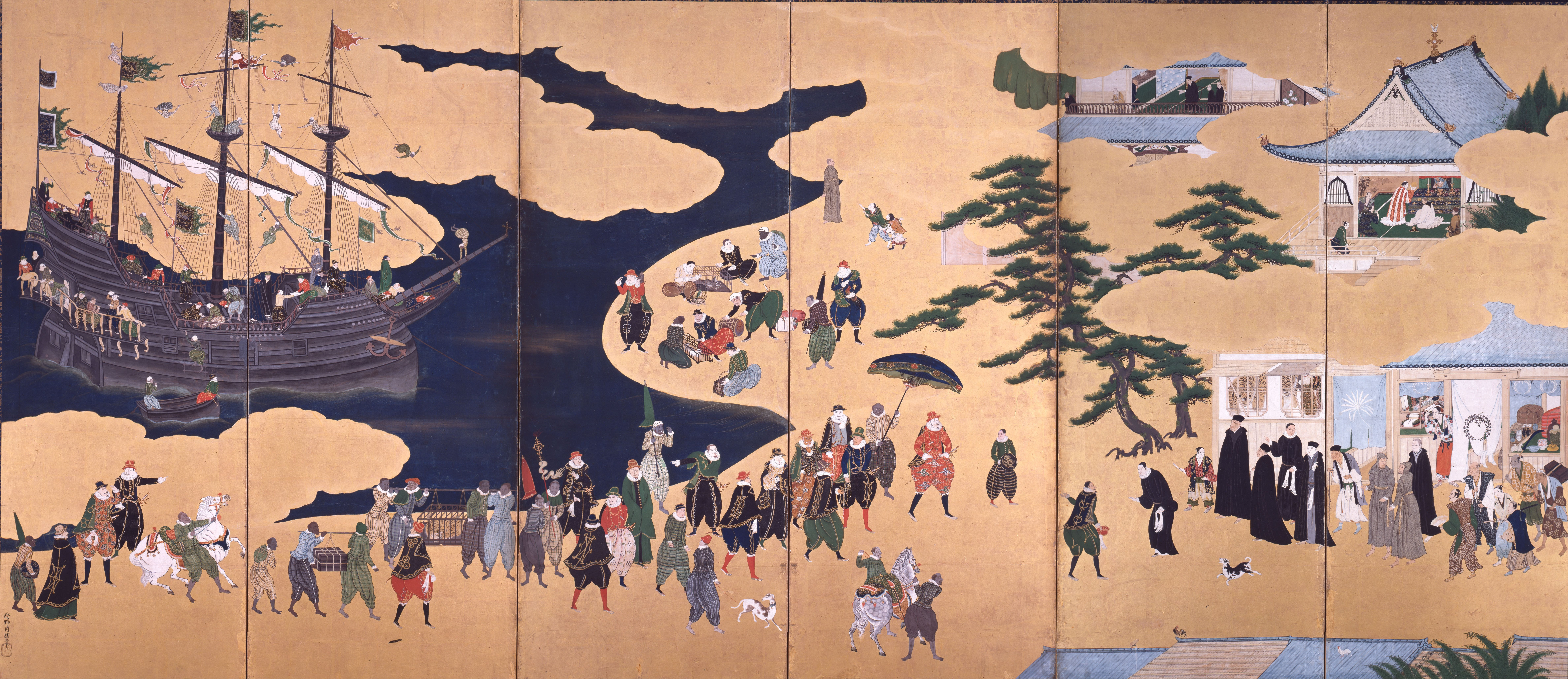
南蛮人渡来図（右隻）神戸市立博物館

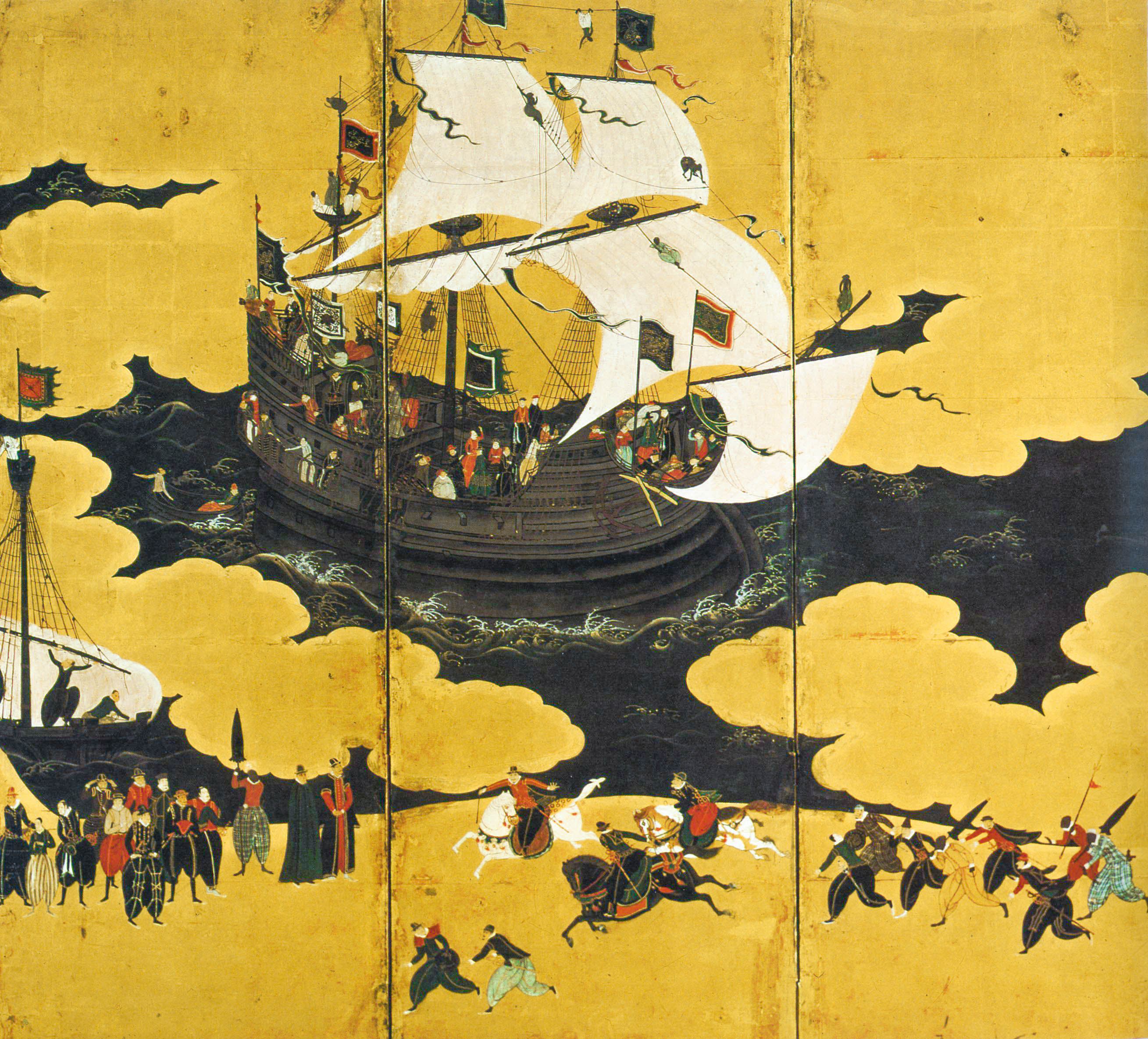
南蛮屏風（部分）リスボン国立古美術館。本図は内膳の落款はあるが、描法が異なり別人の作とされる。

狩野 内膳（かのう ないぜん、元亀元年（1570年） - 元和2年4月3日（1616年5月18日））は、安土桃山時代・江戸時代初期の狩野派の絵師。内膳は号、名は重郷（しげさと）。通称は久蔵、幼名は九蔵。法名は一翁、或いは一翁斎。息子は日本初の画伝『丹青若木集』を著した狩野一渓。風俗画に優れ、「豊国祭礼図屏風」「南蛮屏風」の作者として知られる。

## 略歴
荒木村重の家臣、一説に池永重元の子として生まれる。天正6年（1578年）頃に根来寺密厳院に入ったが、同年に父が仕えた村重は織田信長に攻められ没落した（有岡城の戦い）。後に還俗して狩野松栄に絵を学び、天正15年（1587年）に18歳で狩野氏を称することを許されて豊臣秀吉に登用され、以後豊臣氏の御用を務めたが、根来寺は天正13年（1585年）に秀吉に攻め落とされ（紀州征伐）、内膳はその時に捕虜として連れていかれたのではないかとされている。『丹青若木集』では「我が家の画工となるは頗る本意にあらず」と述懐しており、主家が信長に滅ぼされて、仕方無しに絵師となった事情が窺える。
文禄元年（1592年）、狩野光信らと共に肥前名護屋城の障壁画制作に参加、翌文禄2年（1593年）にはそのまま長崎に赴いている。この時の視覚体験が「南蛮屏風」の細やかな風俗描写に生かされたと推察されている。後に豊臣秀頼の命で「家原寺縁起」の模写をしている。
光信亡き後に狩野派を率いた狩野孝信の差配で内膳は狩野山楽と共に豊臣氏の下へ置かれた。慶長11年（1606年）に豊国神社へ奉納された「豊国祭礼図屏風」は慶長9年（1604年）に秀吉の七回忌に行われた豊国大明神臨時祭礼を描いた記録画で、祭りに熱狂する民衆の姿を写し出し、盛大な模様を後世に伝える性格が強い。一方、注文主とされる秀頼と母・淀殿の命令で高台院を醜い顔の老尼で描いたとされ、屏風は片桐且元を表向きの奉納者として豊国神社で「下陣」に公開されたが、背景には慶長10年（1605年）に徳川家康の使者として秀頼上洛を勧めた高台院への淀殿の怒りがあったとされる。
秀頼ら豊臣氏が慶長20年（元和元年・1615年）の大坂の陣で滅亡すると、翌年の元和2年（1616年）、豊臣氏の後を追うように京都で亡くなった。
内膳の画系は江戸時代になっても、表絵師・根岸御行松狩野家として幕末まで続き、国絵図制作を得意とした。旧主の遺児岩佐又兵衛は内膳の弟子とも言われるが、確証はない。また、水墨の花鳥画・人物画などでは同時代の絵師海北友松の影響が見られる。
| 豊国祭礼図屏風・豊国神社蔵 |  | 豊国祭礼図屏風・豊国神社蔵 |
| 豊国祭礼図屏風・豊国神社蔵 |  |                            |

## 代表作
| 作品名                   | 技法         | 形状・員数       | 寸法（縦x横cm）   | 所有者                       | 年代               | 落款・印章                                                                                   | 備考 |
| ------------------------ | ------------ | ---------------- | ----------------- | ---------------------------- | ------------------ | -------------------------------------------------------------------------------------------- | --- |
| 平敦盛像                 |              | 絵馬1面          |                   | 兵庫・須磨寺                 | 天正18年（1590年） |                                                                                              | 神戸市指定文化財 |
| 豊国祭礼図屏風           | 紙本著色     | 六曲一双         | 167.5x365.0（各） | 京都・豊国神社               | 慶長11年（1606年） |                                                                                              | 重要文化財 |
| 南蛮人渡来図（南蛮屏風） | 紙本金地著色 | 六曲一双         | 154.5x374.8（各） | 神戸市立博物館               |                    |                                                                                              | 重要文化財。内膳の落款を持つ南蛮屏風はこの他に、川西家旧蔵本、文化庁保管本、リスボン国立古美術館本、近年関西で発見されたアメリカ個人蔵本の5点確認されている。その中でもこの神戸市博本は、文化庁本に比べやや省略が認められるものの全体的に傑出した完成度を持ち、内膳自身の関与が想定される。                           |
| 南蛮人渡来図（南蛮屏風） | 紙本金地著色 | 六曲一隻（左隻） |                   | 文化庁（九州国立博物館寄託） |                    |                                                                                              | バイエルン王国のループレヒト王太子が明治36年（1903年）に来日した際、京都で入手した作品。王太子はドイツに持ち帰り、ミュンヘンのヴィッテルスバッハ家補償基金の所蔵となり、平成13年（2001年）に日本に里帰りした。右隻が失われているものの、貿易と宗教モチーフの数は5点の中で最も多く、原典に最も近い作品だと考えられる。 |
| 南蛮人渡来図（南蛮屏風） | 紙本金地著色 | 六曲一双         |                   | 個人（日本）                 | 慶長年間後半期     | 款記「狩野内膳筆」（右隻第6扇）/「狩野」（左隻第1扇） 印文不明朱印（「内膳」白文方郭壺印か） | 出石藩小出家伝来、川西家旧蔵。細部に写し崩れがあるが、文化庁本から想定される原典を大きく改変したことに意義が認められ、画の質は神戸市博本に次ぐことから、内膳自身が制作に関与したと考えられる。 |
| 禅宗祖師図屏風           | 紙本墨画淡彩 | 六曲一双         |                   | 京都・常栖寺                 |                    |                                                                                              | |
| 山水人物花鳥貼交屏風     | 紙本墨画     | 六曲一双         | 114.9x45.0（各）  | 板橋区立美術館               |                    |                                                                                              | 孤岫宗峻賛 |

## 参考資料
- 山下裕二監修、安村敏信・山本英男・山下善也執筆『狩野派決定版』平凡社〈別冊太陽 日本のこころ131〉、2004年。ISBN 978-4-5829-2131-1
- 坂本満編著者代表『南蛮屏風集成』中央公論美術出版、2008年。ISBN 978-4-8055-0564-9
- 奥平俊六監修『すぐわかる人物・ことば別 桃山時代の美術』東京美術、2009年。ISBN 978-4-8087-0820-7
- サントリー美術館・神戸市立博物館・日本経済新聞社編集『南蛮美術の光と影 泰西王侯騎馬図屏風の謎』日本経済新聞社発行、2011年 - 2012年。
- 黒田日出男『豊国祭礼図を読む』角川書店（角川選書）、2013年。
- 辻惟雄・山下裕二解説『血と笑いとエロスの絵師 岩佐又兵衛』新潮社（とんぼの本）、2019年。

論文
- 成澤勝嗣「狩野内膳考」（『神戸市立博物館研究紀要』第2号、1985年3月、所収）
- 塚本美加「狩野内膳系南蛮屏風についての一考察」『人文論究』第54巻第4号、関西学院大学、2005年2月、31-43頁、ISSN 02866773、NAID 110004500456。
- 廣海伸彦 「狩野内膳筆「豊国祭礼図屏風」論」（松本郁代・出光佐千子・彬子女王編 『風俗絵画の文化学II』 思文閣出版、 2012年3月、所収）ISBN 978-4-7842-1615-4
- 畑靖紀 「狩野内膳の南蛮屏風―旧川西家本の再出現をうけて―」『国華』第1480号、2019年2月20日、pp.21-28、ISBN 978-4-02-291480-4